# Peter Schnack
Peter Schnack, anobli en 1688 sous le nom de Peter Snach ou Snack, né le 9 février 1632 à Nyköping et mort le 31 juillet 1713 à Stockholm, est un fonctionnaire suédois et propriétaire des moulins de Malingsbo, en Dalécarlie.

## Biographie
Peter Schnack est le fils du maire Olof Pedersson Schnack et de Birgitta Hemmingsdotter. Très jeune, il est envoyé à l'étranger et commence sa carrière comme commis chez le propriétaire terrien Johan Sparfelt à Stettin. À l'âge de vingt et un ans, il est promu contrôleur de la cour de la reine Christine, devient trésorier en 1654 et l'accompagne lors de son départ de Suède pour le Brabant, d'où il revient licencié et devient chancelier de la Commission des mines (Bergskollegium) en 1656 et avocat au même poste en 1661.
En 1667, il est nommé secrétaire des archives de la Chambre, et l'année suivante, il devient assesseur de l'audit de la Chambre, avec le droit de disposer des grands fonds du patrimoine maritime en Suède et en Finlande. Il est nommé directeur du même audit en 1685, et reçoit un titre de chevalier en 1688, après lequel il écrit son nom "Snach" (dans les tableaux généalogiques de la Maison des Chevaliers, cependant, le nom de famille est écrit Snack). 
Au début des années 1670, il est, avec Knut Kurck (1622-1690) et Johan Olivecreutz, l'un des trois directeurs d'une éphémère Compagnie suédoise des Indes orientales.
L'année suivante, Peter Schnack devient chambellan et finalement, en 1710, gouverneur de Gotland. Cependant, en raison de sa cécité, Schnack est contraint de démissionner du poste de gouverneur l'année suivante, mais il est chargé de "diriger la gestion" du Collège de la Chambre et du Bureau d'État au nom du gouverneur. Peter Schnack est décédé à Stockholm le 31 juillet 1713.
Pendant la Grande Réduction, Schnack est très sollicité, par exemple en tant que représentant de la Couronne dans les litiges concernant les fonds réduits.